# Alois Gerards
Alois Gerards (geboren 25. Juli 1888 in Roetgen; gestorben 3. Januar 1971 in Aachen) war ein deutscher Politiker und 1949 und von 1958 bis 1964 Landrat des Kreises Monschau.

## Leben
Bereits vor dem Ersten Weltkrieg war Gerards im Dienst der Eisenbahn. Nachdem er von 1917 bis 1918 seinem Kriegsdienst nachgekommen war, wurde er zum 1. Juni 1920 als Weichensteller bei der neu begründeten Deutschen Reichsbahn verbeamtet.
Gerards begann seine gewerkschaftliche Betätigung ebenfalls schon vor dem Ersten Weltkrieg. 1914 hatte er den Vorsitz der Ortsgruppe Roetgen des Eisenbahnerverbands im Gesamtverband christlicher Gewerkschaften inne und ab 1920 den Vorsitz im Gesamtbetriebsrat für den rund 25 Kilometer langen Streckenabschnitt durch den Kreis Monschau der Vennbahn von Roetgen–Kalterherberg.
Parallel zu dem benannten Engagement in der Eisenbahnergewerkschaft trat er der Deutschen Zentrumspartei bei. Auch in dieser übernahm er Funktionen auf lokaler Ebene, so führte er ab 1918 den Vorsitz in der Ortsgruppe Roetgen und war von 1919 bis 1929 Mitglied des dortigen Gemeinderates. Er trat dann in den Kreistag des Landkreises Monschau über, wo er bis zur Machtübernahme durch die Nationalsozialisten im Jahr 1933 der Zentrums-Fraktion angehörte.
Nach dem Ende des Zweiten Weltkriegs und somit der Zeit des Nationalsozialismus war Gerards 1945 Gründungsmitglied des Kreisverbandes Monschau der Christlich Demokratischen Union Deutschlands (CDU). In der Folge war er vom 19. Dezember 1945 bis zum 23. Februar 1949 und erneut vom 9. November 1952 bis zum 19. November 1958 Mitglied des Kreistages. Ferner gehörte er dem Rat der Stadt Monschau an und war zudem von 1950 bis 1952 kommissarischer Stadtdirektor.
Alois Gerards war in zwei Wahlperioden ehrenamtlicher Landrat des Kreises Monschau. Zunächst vom 24. Februar 1949 bis zur Niederlegung des Landratsamtes und seines Kreistagsmandates zum 1. April 1949. Und erneut vom 20. November 1958 bis zum 8. Oktober 1964.
Am 23. Juni 1963 wurde dem verheirateten Vater von vier Kindern das Bundesverdienstkreuz I. Klasse verliehen.